# Космос-65
Космос-65 је један од преко 2400 совјетских вјештачких сателита лансираних у оквиру програма Космос.
Космос-65 је лансиран са космодрома Тјуратам, Бајконур, СССР, 17. априла 1965. Ракета-носач Р-7 Семјорка (рус. Семёрка) (8К71, НАТО ознака SS-6 Sapwood) са додатим степеном је поставила сателит у орбиту око планете Земље. 